# Werner Hoffmann (Musiker)
Werner Arthur Hoffmann (* 1953) ist ein deutscher Autor und Pastor. Außerdem ist Werner A. Hoffmann Komponist und Liedermacher christlicher Popmusik.

## Leben
Werner Hoffmann wurde im Jahr 1953 geboren und lebte lange Zeit in Bad Sobernheim. 14 Jahre arbeitete er als Pastor und neun Jahre als Jugendevangelist. Seitdem arbeitet Hoffmann viel im Bereich Musik. Viele Jahre engagierte er sich als Chorleiter und war als Pianist tätig. Er schrieb selbst Lieder für den Chor.
Seit mehr als zehn Jahren gibt Hoffmann mit seiner Band Konzerte in Deutschland, Österreich und der Schweiz. Des Weiteren traten sie in Frankreich, Ungarn, Rumänien und in der Slowakei auf. Im Februar 2000 bereisten sie Peru, wo zwölf Konzerte in Lima, Cusco und Huancayo veranstaltet wurden.
Hoffmann ist verheiratet und lebte bis 2012 mit seiner Familie am Niederrhein, wo er freiberuflich als Autor, Musiker und Sprecher arbeitete. Seit September 2012 ist er Prediger in der Landeskirchlichen Gemeinschaft Memmingen, innerhalb des evangelischen Gemeinschaftsverbandes Baden-Württemberg, Die Apis.

## Werke
- 1991: Freuet euch allezeit (Zeigt allen Gottes Freundlichkeit) (Text und Melodie)
- 1991: Mach mich still. Herr, ich will hören auf Dein Wort (Text und Melodie)
- 1991: Wie auf dunklem Weg ein Licht (So sind Deine Worte) (Text und Melodie)
- 1992: Kommt, stimmt doch mit uns ein, und lasst uns fröhlich sein (Text und Melodie)
- 1992: Lobe den Herrn, sing ihm dein Lied (Text und Melodie)
- 1994: Blinde werden sehn (Denn die Wüste wird blühn) (Text und Melodie)
- 1994: Deine Gnade sei mit uns (Wenn wir auseinandergehn) (Text und Melodie)
- 1994: Herr, in Deinem Namen treffen wir uns hier (Text und Melodie)
- 1994: Wag den Sprung in Gottes Hände (Text und Melodie)
- 1995: Da, wo man ohne Hoffnung lebt (Da sende Deine Jünger hin) (Text und Melodie)
- 1995: Jesus ist der Weg zum Leben, Jesus ist der Weg zu Gott (Text und Melodie)
- 1995: Neue Schritte wagen (Schritt für Schritt hilf mir, Herr) (Text und Melodie)
- 1995: Wenn Perspektiven für mein Leben fehlen (Dann hilf mir, Jesus) (Text und Melodie)
- 1996: Singet fröhlich unserm Gott (Text und Melodie)
- 1997: Er ist der Weg, auf dem ich reise (Melodie)
- 1998: Gott ist für uns, Er hat uns Seinen Sohn gegeben (Text)
- 1998: Immanuel: Gott ist mit uns (Text und Melodie)
- 1998: Sein Erbarmen ist noch immer nicht zu Ende (Text und Melodie)
- 2001: Alles wird neu (Ich hab sie schon im Traum gesehn) (Text und Melodie)
- 2001: Hab keine Angst (Führt dich dein Weg ins Leid) (Text und Melodie)

## Diskografie

### Soloalben
| Jahr | Titel                            | Mitwirkende Künstler                                     | Verlag                 |
| ---- | -------------------------------- | -------------------------------------------------------- | ---------------------- |
| 1994 | Wag den Sprung                   | Thea Eichholz, Schulte & Gerth Studiochor                | Gerth Medien           |
| 1996 | Neue Schritte wagen              | Ann-Kristin Hoffmann, Schulte & Gerth Studiochor         | Gerth Medien           |
| 1997 | Ich will heute leben             | Ann-Kristin Hoffmann, Schulte & Gerth Studiochor, Vocals | Gerth Medien           |
| 1998 | Weihnachten mit Werner Hoffmann  | Ann-Kristin Hoffmann, Schulte & Gerth Studiochor, Vocals | Gerth Medien           |
| 2001 | Alles wird neu                   | Ann-Kristin Hoffmann, Anja Lehmann (Adlibs)              | Gerth Medien           |
| 2004 | Für jeden Sturm einen Regenbogen | Andrea Adams-Frey                                        | Felsenfest-Musikverlag |
| 2011 | Immer geliebt                    | Helmut Jost & Friends                                    | Felsenfest Musikverlag |

### Konzepte
| Jahr | Titel                                                                      | Untertitel                                                                                               | Mitwirkende Künstler                                                                    | Anmerkungen                                                                                |
| ---- | -------------------------------------------------------------------------- | --- | --------------------------------------------------------------------------------------- | ------------------------------------------------------------------------------------------ |
| 2005 | Ein Stern steht über Bethlehem                                             | Hörbuch mit Weihnachtsgeschichten, Gedichten und Musik                                                   | -                                                                                       | Gelesen von Werner Hoffmann; Doppelalbum                                                   |
| 2005 | Herzlich willkommen                                                        | Fröhliche Mitsinglieder für die ganze Familie                                                            | Eberhard Rink, Carola Rink, Thea Eichholz, Tina Pantli, Ingo Beckmann, Studiokinderchor | -                                                                                          |
| 2006 | Der weiße Reiter                                                           | Die Offenbarung des Johannes in Wort- und Klangbildern                                                   | Beate Ling, Carola Laux, Andrea Adams-Frey, Anja Lehmann, Ingo Beckmann                 | Doppelalbum                                                                                |
| 2006 | Breit aus die Flügel beide                                                 | Paul Gerhardt – Seine schönsten Texte zu einfühlsamer Gitarrenmusik                                      | Werner Hucks                                                                            | Gemeinschaftsprojekt mit Werner Hucks; Zum 400. Geburtstag von Paul Gerhardt im Jahre 2007 |
| 2007 | Die schönsten Gebete der Erde                                              | Hörbuch mit Musik                                                                                        | -                                                                                       | Gelesen von Philipp Schepmann und Werner Hoffmann                                          |
| 2007 | Schöne Weihnachtszeit                                                      | Hörbuch mit Weihnachtsgeschichten und Musik                                                              | -                                                                                       | Gelesen von Werner Hoffmann                                                                |
| 2007 | Die Sonne, die mir lachet                                                  | Paul Gerhardt – Seine Lebensgeschichte und schönsten Lieder                                              | Con Spirito                                                                             | Hörbuch von Werner Hoffmann, zum 400. Geburtstag von Paul Gerhardt im Jahre 2007           |
| 2007 | Sei gesegnet                                                               | Texte und Lieder nach irischen Segenswünschen                                                            | Andrea Adams-Frey                                                                       | Bildband und Audio-CD                                                                      |
| 2008 | Dein Gast auf dieser Erde                                                  | Psalmen für schöne und schwere Tage                                                                      | -                                                                                       | Das Buch von Johannes Hansen als Hörbuch mit Musik                                         |
| 2008 | Der Mond ist aufgegangen                                                   | Matthias Claudius – Seine schönsten Gedichte                                                             | Werner Hucks                                                                            | Gelesen von Werner Hoffmann; Mit Gitarrenmusik von Werner Hucks                            |
| 2008 | Weil ich dich liebe                                                        | Die schönsten Jesaja-Texte zu einfühlsamer Klaviermusik                                                  | -                                                                                       | Gelesen von Werner Hoffmann                                                                |
| 2009 | Der Provokateur Gottes                                                     | Warum ein Sportidol seine Millionen verschenkte. Das ungewöhnliche Leben des Missionars Charles T. Studd | -                                                                                       | Hörspiel von Werner Hoffmann                                                               |
| 2010 | Nikolaus Ludwig Graf von Zinzendorf – Der Graf, der in keinen Rahmen passt | Eine Collage über den Erfinder der Losungen                                                              | -                                                                                       | Gelesen von Werner Hoffmann, Ernst August Schepmann, Philipp Schepmann                     |
| 2010 | Mein Weg in die Stille                                                     | Lieder, Meditationen und Musik                                                                           | Andrea Adams-Frey                                                                       |                                                                                            |
| 2011 | Der Königssohn von Ägypten                                                 | Mose und sein Leben als spannendes Historiendrama                                                        | -                                                                                       | Hörbuch von Werner Hoffmann, gelesen von Philipp Schepmann                                 |
| 2012 | Unterwegs nach Bethlehem                                                   | Eine Adventskalender-Reise durch die Weihnachtszeit                                                      | -                                                                                       | Gelesen von Werner Hoffmann                                                                |

### Kinderkonzepte
| Jahr | Titel                            | Untertitel                             | Anmerkungen                         |
| ---- | -------------------------------- | -------------------------------------- | ----------------------------------- |
| 2004 | Yoschua und Schwarzfüßchen       | Ein Hör- und Singspiel                 |                                     |
| 2005 | Jana und das Weihnachtsgeheimnis | Adventskalender-Geschichten für Kinder | Hörbuch gelesen von Werner Hoffmann |
| 2011 | Anna im Weihnachtsland           | Ein musikalisches Hörspielabenteuer    |                                     |

#### Marienkäfer Max
| Folge | Titel                 | Jahr |
| ----- | --------------------- | ---- |
| 1     | Marienkäfer Max       | 2003 |
| 2     | Aufruhr im Bienenkorb | 2005 |

#### Die Erzählbibel
| Folge | Titel                             | Jahr |
| ----- | --------------------------------- | ---- |
| 1     | Jesus wird geboren                | 2008 |
| 2     | Jesus hilft den Menschen          | 2008 |
| 3     | Jesus hilft den Menschen 02       | 2008 |
| 4     | Abraham und das große Versprechen | 2008 |
| 5     | Rebekka und Isaak                 | 2008 |
| 6     | Jesus hilft den Menschen 03       | 2010 |
| 7     | Jakob und Esau                    | 2010 |
| 8     | Jakob in der Fremde               | 2011 |
| 9     | Verloren und gefunden             | 2011 |
| 10    | Der verlorene Sohn                | 2012 |

### Compilations
| Jahr | Titel                   | Verlag       | Anmerkung |
| ---- | ----------------------- | ------------ | --- |
| 2001 | Best Of Werner Hoffmann | Gerth Medien | Zusammenstellung aus den Alben Wag den Sprung, 1994, Neue Schritte wagen, 1996, Weihnachten mit Werner Hoffmann, 1998, Alles wird neu, 2001 |
| 2012 | Sing ihm dein Lied      | Gerth Medien | Zusammenstellung aus den Alben Wag den Sprung, 1994, Neue Schritte wagen, 1996, Alles wird neu, 2001, Herzlich willkommen, 2005             |
| 2012 | Federleicht und frei    | Kawohl       | Zusammenstellung aus Kinderalben wie Marienkäfer Max, 2003, Yoschua und Schwarzfüßchen, 2004, Aufruhr im Bienenkorb, 2005 u. a.             |